# Hederson Estefani
Hederson Estefani (11 settembre 1991) è un velocista e ostacolista brasiliano.

## Palmarès
| Anno | Manifestazione          | Sede           | Evento      | Risultato | Prestazione | Note                                     |
| ---- | ----------------------- | -------------- | ----------- | --------- | ----------- | ---------------------------------------- |
| 2010 | Mondiali juniores       | Moncton        | 400 m hs    | Batteria  | 51"59       |                                          |
| 2011 | Campionati sudamericani | Buenos Aires   | 4x400 m     | Oro       | 3'08"95     |                                          |
| 2013 | Campionati sudamericani | Cartagena      | 4x400 m     | Bronzo    | 3'08"60     |                                          |
| 2015 | World Relays            | Nassau         | 4x400 m     | 5º        | 3'00"96     |                                          |
| 2015 | Campionati sudamericani | Lima           | 400 m piani | Argento   | 45"57       |                                          |
| 2015 | Campionati sudamericani | Lima           | 400 m hs    | Argento   | 49"54       |                                          |
| 2015 | Giochi panamericani     | Toronto        | 400 m hs    | Batteria  | 51"06       |                                          |
| 2015 | Giochi panamericani     | Toronto        | 4x400 m     | 5º        | 3'01"18     |                                          |
| 2015 | Mondiali                | Pechino        | 400 m piani | Batteria  | 45"36       | Miglior prestazione personale stagionale |
| 2015 | Mondiali                | Pechino        | 4x400m      | Batteria  | 3'01"05     |                                          |
| 2016 | Giochi olimpici         | Rio de Janeiro | 400 m piani | Batteria  | 46"68       |                                          |
| 2017 | Mondiali                | Londra         | 400 m hs    | Batteria  | 50"22       |                                          |
| 2018 | Giochi sudamericani     | Cochabamba     | 400 m piani | 4º        | 46"15       |                                          |
| 2018 | Giochi sudamericani     | Cochabamba     | 400 m hs    | Finale    | dns         |                                          |
| 2022 | Giochi sudamericani     | Asunción       | 400 m hs    | Bronzo    | 50"99       |                                          |
| 2022 | Giochi sudamericani     | Asunción       | 4x400 m     | Argento   | 3'06"79     |                                          |